# Rietberg (Niemcy)
Rietberg – miasto w Niemczech, położone w kraju związkowym Nadrenia Północna-Westfalia, w rejencji Detmold, w powiecie Gütersloh. 
W 2013 roku liczyło 28 649 mieszkańców; w 2012 było ich 28 583.

## Współpraca
- Ribérac, Francja
- Głogówek, Polska